# Intermission: the Greatest Hits
Intermission: the Greatest Hits (llamado simplemente Intermission) es un álbum recopilatorio lanzado en el año 2000 por DC Talk. Presenta canciones de sus álbumes de estudio que comienzan con Free at Last hasta su último álbum de estudio completo; Sobrenatural. También contiene los temas "Chance", "Sugar Coat It" y un remix de "Say the Words", que fueron grabados especialmente para este álbum.
Fue el último álbum de estudio que contiene canciones escritas por el grupo.

## Listado de pistas
| Album release |                                 |                             |          |  |
| N.º           | Título                          | Originally recorded on      | Duración |  |
| 1.            | «Say the Words (Now) - (Remix)» | Free at Last (1992)         | 4:41     |  |
| 2.            | «Colored People»                | Jesus Freak (1995)          | 4:24     |  |
| 3.            | «Jesus Is Just Alright»         | Free at Last (1992)         | 4:20     |  |
| 4.            | «Between You and Me»            | Jesus Freak (1995)          | 5:01     |  |
| 5.            | «Mind's Eye»                    | Jesus Freak (1995)          | 5:07     |  |
| 6.            | «Consume Me»                    | Supernatural (1998)         | 4:52     |  |
| 7.            | «My Will»                       | Exodus (1998)               | 5:25     |  |
| 8.            | «In the Light»                  | Jesus Freak (1995)          | 4:55     |  |
| 9.            | «Mr. Morgan (Morgan Act I)»     | new song                    | 1:16     |  |
| 10.           | «Socially Acceptable»           | Free at Last (1992)         | 3:46     |  |
| 11.           | «Luv Is a Verb»                 | Free at Last (1992)         | 4:47     |  |
| 12.           | «Supernatural»                  | Supernatural (1998)         | 3:55     |  |
| 13.           | «Jesus Freak»                   | Jesus Freak (1995)          | 3:59     |  |
| 14.           | «The Hardway» (Remix)           | Free at Last (1992)         | 4:47     |  |
| 15.           | «What if I Stumble»             | Jesus Freak (1995)          | 5:01     |  |
| 16.           | «I Wish We'd All Been Ready»    | Jesus Freak (Single) (1995) | 4:55     |  |
| 17.           | «Chance»                        | new song                    | 3:42     |  |
| 18.           | «Sugar Coat It»                 | new song                    | 3:59     |  |
| 19.           | «Mrs. Morgan (Morgan Act II)»   | Jesus Freak (1995)          | 0:52     |  |

## Videos musicales
- Colored People
- Jesus is Just Alright
- Between You and Me
- Consume Me
- Luv Is a Verb
- Jesus Freak
- The Hardway
- I Wish We'd All Been Ready